# メタルギアソリッド2
『メタルギアソリッド2 サンズ・オブ・リバティ』（メタルギアソリッドツー サンズ・オブ・リバティ、METAL GEAR SOLID 2: SONS OF LIBERTY、略称: MGS2）は、コナミコンピュータエンタテインメントジャパンが開発したステルスゲーム。メタルギアシリーズ第4作目にあたり、メタルギアソリッドシリーズとしては第2作目である。
世界で700万本を達成するシリーズ最高の売り上げを記録している。

## ゲームシステム
今作からプラットフォームをPlayStation 2に移行し、記憶媒体としてDVD-ROMを採用したことで、グラフィックやシステム面での性能が向上した。基本的に前作を踏襲するが、主観視点で武器を扱える、倒れた相手を抱きかかえて引きずる、敵をホールドアップさせるといった新要素が盛り込まれた。
武器及び装備品の選択画面も変更され、前作のL字型メニューから種類を縦に配置し、それぞれが横に展開する階層型を採用した。
麻酔銃（狙撃ライフル含む）と日本刀の「みね打ち」（突きを除く）が導入され、これを活用することで敵をボスも含め、スコア上は一人も殺さずにゲームを進めることができる。敵の殺害数はゲームクリア後の評価の一つとして表示されるため、いかに少ない殺害数でクリアできるかに挑むこともできる。
なお本作では、シリーズで唯一獲得称号やリザルトがゲーム中表示されず、代わりにパスワードが表示されるので、当時のKCEJの専用サイトにアクセスしパスワード入力してやっと確認できる仕様であった（現在ではサイトは消滅している）。
その他、前作からの変更点は以下の通り。
- 60fps化によるダグラス・トランブル効果（45fps以上で動画が滑らかに見える手法）を実現させた[3]。
- ポリゴンデモムービーを挿入することができ、プレイヤーが選択した装備品などを反映しながら映画のような演出も可能になった[注 1]。
- 巨大な構造物の描写が可能になり、遠くの建造物に行くことも可能であるなど、空間のリアリティは格段に向上した。特にプラント編で顕著であり、遠くに霞んで見えるプラントは物語のスケールの大きさを感じさせ、プラント上から見る海上のオイルフェンスは、足がすくむほどの恐怖感を与えている。前作までの南から北に向かうだけの一方向性だったステージ進行と打って変わって、巨大なステージを行ったり来たりして攻略する多方向性が実現したり、主観操作による遠距離の射撃が可能になった点で、ゲーム性にも大きな変化が現れた。
- 3DCGモデルのポリゴン数を抑え、ライティングにPlayStation 2の計算能力を大きく割り当てて制作されており、「ミドルポリゴン」を自称している。この制作方針により、美麗な色彩が実現し、ゲーム内の場面に応じた雰囲気や空気感の演出に成功している。
- メタルギアシリーズで初めてドルビーデジタル 5.1chを採用した。オープニングデモムービーとエンディングデモムービーのみ対応。

### ゲーム難易度
『インテグラル』に引き続き、今作でも難易度が設定できる。難易度によって、装備品・弾薬の最大所持数・敵兵やボスの耐久力・巡回ルート・血の量・達成しなければならない目標が変化する。
本作では初めてゲームをプレイする際に、「アクションゲームが得意か」や「前作をクリアしたか」といった質問が行われ、選択した内容によっては高難易度が選べない場合がある。
どの難易度でもレーダーをオフにすることが可能。この設定だと、ノードにアクセスしてもソリトンレーダーが表示されなくなる。また、HARD以上の難易度では敵兵に見つかるとゲームオーバーになる設定が選択可能になる。
難易度の表記は日本版と海外版で異なる。海外版は1段階低く表記されており、日本版のNORMALが海外版のEASYに、日本版のHARDが海外版のNORMALになる。日本版EASYは海外版ではVERY EASYとなっている。

## 設定
物語のテーマは「ミーム（文化的遺伝子）」。インターネット社会におけるポスト真実、監視社会、情報統制、インフォデミックの問題を予見したような物語となっている。前作までのように単に任務が与えられて遂行するだけではなく、本作では情報錯綜の渦中で次々と明らかになる事実により任務の目的が揺らぐため、プレイヤーも疑心暗鬼になりながらゲームを進める事になる。本作はサイファーによる無人兵器の氾濫による問題を描いている。

### ストーリー
本作は「タンカー編」と「プラント編」の2部構成になっており、それぞれ年表では「マンハッタン沖タンカー沈没事件」、「ビッグ・シェル占拠事件」と呼ばれる。プラント編は、メタルギアシリーズの原案となった映画『ニューヨーク1997』を模したシナリオとなっている。ゲーム冒頭の選択次第ではタンカー編が省略され、プラント編のみのプレイとなる。

#### マンハッタン沖タンカー沈没事件（タンカー編）
シャドー・モセス島事件から2年後の2007年8月8日。シャドー・モセス島事件を生き延びたリボルバー・オセロットは核搭載二足歩行戦車「メタルギア」の技術情報を闇市場へ流し、世界中でメタルギアの亜種が誕生していた。ソリッド・スネークはオタコンと共に反メタルギア財団「フィランソロピー」を設立し、メタルギアの破壊活動を続けていた。ある時、アメリカ海兵隊がメタルギアの亜種に対抗すべく開発した、水陸両用型の新型メタルギア・RAYが演習のために極秘裏に輸送されるという情報を入手し、その調査のため輸送用の偽装タンカーに単身潜入を開始する。
しかし直後、謎の部隊がタンカーを強襲し、船の制御を乗っ取ってしまう。スネークはオタコンのサポートを受けつつ、彼らの正体を突き止めるべくタンカーを進む。やがて襲撃部隊の一員である女兵士のオルガ・ゴルルコビッチと戦闘になるも、麻酔銃で無力化する。彼らの正体はシャドー・モセス事件でテロ一味が合流しようとしていたゴルルコビッチ隊であった。スネークは海兵隊の目を盗んで船倉にあるメタルギアRAYの証拠写真を押さえるも、その直後にゴルルコビッチとオセロットが海兵隊の司令官を拘束する。しかしオセロットはゴルルコビッチを裏切り、タンカーを爆破して海兵隊もゴルルコビッチ隊も海に沈めてしまった。追い縋るスネークも振り切り、オセロットの乗るRAYは去っていく。スネークもまたタンカーと共に海へと消えるのだった。

#### ビッグ・シェル占拠事件（プラント編）
プロローグ
マンハッタン沖タンカー沈没事件から2年後の2009年4月29日。事件によって流出した多量の原油を処理するべくマンハッタン沖に建設された巨大海上除染施設「ビッグ・シェル」が、「サンズ・オブ・リバティ（自由の息子達）」を名乗るテロリスト集団に占拠された。施設の視察に訪れていたアメリカ大統領等を人質に取り、彼らが要求したのは現金300億ドル。要求を呑まない場合、ビッグ・シェルを爆破すると通告してきた。もしビッグ・シェルが爆破されれば、ビッグ・シェルが処理を行っている原油に引火してマンハッタン湾が火の海になるばかりか、海水殺菌に使用されている塩素系薬物も炎上することでダイオキシン類を始めとする大量の有毒物質が発生し、マンハッタン湾が向こう数百年死の海と化す恐れがあった。人質の救出とテロリストの武装解除のため、FOXHOUNDの新人隊員であるジャックは「雷電」のコードネームを与えられ、上官である「大佐」と、恋人のローズマリーの支援を受けてビッグ・シェルへ単身潜入を開始する。
序盤
「サンズ・オブ・リバティ」は対テロ特殊部隊「デッドセル」やオルガ率いるゴルルコビッチ隊の生き残りによる混成部隊であった。ビッグ・シェルに潜り込んだ雷電だったが、同時に突入していたSEALsがデッドセルによって呆気なく全滅。不死身の「吸血鬼」ヴァンプ、弾丸の当たらない「幸運の女神」フォーチュンといった超常的なデッドセルの面々に雷電は戦慄する。やがてSEALsの生き残りを名乗るイロコィ・プリスキン中尉と出会い、協力体制を取る。デッドセルの一員である爆弾魔ファットマンが仕掛けた爆弾を解体するべく、爆弾処理のスペシャリストであるピーター・スティルマンの支援を受けつつ爆弾を解体して回る雷電とプリスキン。しかしファットマンの罠によってスティルマンは命を落とし、プリスキンとも連絡が途絶える。雷電は残る爆弾を解体し、なんとかファットマンを倒す。手掛かりを失った雷電の前に突然、謎の忍者「ミスターX」が現れて情報を提供する。このプラントにはメタルギアが存在する、と。
中盤
ミスターXの情報により、雷電は大統領の居場所を知るSPのリチャード・エイムズの救出に向かう。しかしエイムズは大統領の居場所を話してすぐに心臓発作で死亡。雷電は大統領のいるシェル2中央棟を目指す途中でテロリストのボスであるソリダス・スネークと遭遇するが、プリスキンのアシストを受けてこれを撃退する。実はプリスキンの正体はソリッド・スネークであり、このプラントにある新型メタルギアを破壊するべくオタコンと共に潜入していたのだった。そしてここにはオタコンの義妹であるエマ・エメリッヒがいるという。雷電は大統領を救出するが、彼は自身がテロに加担していたこと、合衆国の全てを裏から操る真の権力者「愛国者達」の存在、このビッグ・シェル自体が新型メタルギア「アーセナルギア」であることなど衝撃の事実を次々と明かす。ソリダスの正体は前大統領であり、アーセナルギアを奪って愛国者達を倒そうとしているという。しかし大統領はオセロットに撃たれ、エマを探すように言い残して死亡する。雷電はヴァンプを退けてエマを救出。エマは光ニューロAI「G.W」の開発者であり、愛国者達はG.Wによってデジタル上の情報統制を行おうとしていると明かす。雷電はエマをオタコンの元へ送り届けようとするが、突如襲い掛かってきたヴァンプによってエマは致命傷を負わされてしまい、G.Wにコンピューターウイルスを流し込んで間もなくオタコンに看取られながら息を引き取る。ウイルスの注入も中途半端に止まり、アーセナルギアは起動してしまった。雷電とスネークはアーセナルギアに乗り込もうとするも、突然現れたミスターXに雷電は気絶させられる。ミスターXの正体はオルガだった。
終盤
雷電は全裸で囚われ、ソリダスと対面する。実は雷電はソリダスに教育・洗脳された少年兵であり、その記憶を消されていた。オルガの助けで脱出した雷電はスネークと合流し、オルガに託された刀を手にソリダスを倒しに向かうも、ローズの秘密や大佐の正体などの事実が明らかになり、彼の精神は翻弄されていく。やがてRAYの大群を相手に雷電は疲弊し、助けに来たオルガもソリダスに殺されてしまった。その時、ウイルスが発動してG.Wは破壊される。突然オセロットが、この事件は雷電を使った愛国者達の「演習」であり、ソリダスやフォーチュンも最初から愛国者達の掌で踊らされていたと明かす。フォーチュンは倒れ、オセロットはRAYで彼らの抹殺を目論むも、移植された右腕から突如としてリキッド・スネークの意識が発現し、オセロットの体を乗っ取って去っていく。スネークはリキッドを追って海に飛び込み、制御を失ったアーセナルギアはマンハッタンに突っ込んだ。
今回の「演習」の真の目的は愛国者達が人々を支配し続けるため、人間の意思を制御・統制する方法と手順を確立することであり、雷電はそのために当てられた配役だった。ソリダスは子孫を残せないが故に自分の生きた証を残したいと考え、それを阻む愛国者達を倒して自由への解放を果たし、本当の意味の「サンズ・オブ・リバティ」になろうとしていた。そしてソリダスは雷電の両親を殺した張本人でもあった。雷電の脳内に残った愛国者達の手掛かりを欲するソリダス、過去への呪縛であるソリダスへと刀を構える雷電、二人はフェデラルホールを舞台に最後のチャンバラを繰り広げる。それが「演習」の完結と自覚しながらも雷電は勝利した。
エピローグ
戦いには勝ったが、雷電はもう何も分からなくなっていた。しかしそこにスネークが現れ、雷電に何を信じるか、次の世代に何を残すのかは自分で決めることだと説き、これからどう生きるのかは雷電次第だと諭しては、愛国者達に捕らわれているオルガの子供を助けるべく去っていく。「雷電」の役割と決別した"ジャック"は愛国者達の元から救出されたローズと再会し、プロポーズした。一方、オタコンはエマのウイルスを解析することで愛国者達最高幹部のリストを手に入れていたが、その全員が100年も前に既に死亡していたのだった。

## 登場人物

### 主人公
ソリッド・スネーク
声 - 大塚明夫 / デヴィッド・ヘイター
前作の主人公であり、今作ではタンカー編の主人公。メタルギアの脅威から三度も世界を救った伝説の英雄。シャドー・モセス事件の後はオタコンと共に反メタルギア財団「フィランソロピー」を立ち上げ、世界中に拡散したメタルギアの亜種を破壊して回っていた。海兵隊が極秘裏に開発しているという新型メタルギアの情報を得て、偽装タンカーに潜入する。
プラント編では既に死亡しているとされるが、実はビッグ・シェルに潜入しており、SEALs隊員の「イロコィ・プリスキン中尉」と偽名を名乗って雷電と出会う。

雷電
声 - 堀内賢雄 / クイントン・フリン
プラント編の主人公であり、本作のメイン主人公。新生FOXHOUND隊員。本名は「ジャック」。実戦経験は無いが、FORCE21で数多くのVR訓練をこなしており、高い戦闘能力を誇る。今回の事件に際し、テロリストを武装解除するべくビッグ・シェルに単身潜入するが、やがて事件の真相と自身の真実に対面していく。

### 協力者
ハル・エメリッヒ（オタコン）
声 - 田中秀幸 / クリストファー・ランドルフ
元アームズ・テック社の技術者で、シャドー・モセス事件以来のスネークの相棒。スネークと共にメタルギアの亜種を破壊するべく行動しており、海兵隊の新型メタルギアの情報から偽装タンカーに潜入したスネークをサポートする。
プラント編では義妹であるエマが事件に関与していると知り、政府の技術者に偽装してスネークとは別ルートでビッグ・シェルに潜入する。

ローズマリー
声 - 井上喜久子 / ララ・コーディ
陸軍の内勤データアナリストで、雷電の恋人。愛称は「ローズ」。作戦中はセーブを担当する他、雷電を精神的に支える。大佐からは作戦中は雷電をコードネームで呼ぶように言われるが、直後に「雷電」と1回呼んだだけで、以降も常に本名の「ジャック」で呼んでいる。献身的な女性だが雷電に内心「わがまま女」と言われるほど自己中心的な面があり、料理の腕前も雷電に「俺はローズの手料理を食うぐらいなら、ずっと（作中でも味気ないとされる）レーションで過ごしたい」と評されるほどひどい。プラント編をプレイ中、「女子トイレに忍び込む」「カモメを殺す」「人質のスカートの中を覗く」などの行為に及ぶと非難し冷たい態度をとるようになり、セーブを拒否されることがある。
軍人としてではなく雷電の恋人という一個人として作戦に参加しているが、普段より彼の素性や自分との関係性に対する不安に苛まれており、任務中にもかかわらずヒステリックに彼を問い詰めるなどの行動を取る。その一方で急に大佐と一緒になって迅速な任務遂行を促すなど、安定しない態度を見せる。実は「愛国者達」の命を受けて雷電に接近していた下級工作員であり、付き合い始めて以来2年に渡って彼の様子を監視・報告していた。終盤にそれを打ち明け、任務の枠を逸脱して雷電に好意を抱きつつその板挟みに苦悩していた旨を告白したが、雷電に失望と怒りの念を向けられる。しかし彼の子供を身籠もっていることを明かし、その直後に通信を遮断されて身柄を拘束された。エンディングではソリッド・スネークの手で救出され、ニューヨーク市街地で雷電と再会している。
雷電を混乱させるためにアーセナルギアのAIは偽のローズの人格も作り出しており、大佐と共に彼を追い詰める。劇中でローズの態度が安定していないのも、本物と偽物が状況に応じて入れ替わっていたからである。また、本物のローズはオルガの子供と同様に、雷電が死ぬと連動して死亡する仕掛けが施されている。
雷電の趣向に基づき、目の色（カラーコンタクト）や髪形を変えており、現在の容姿も雷電の好みに合わせた結果である。
大佐
声 - 青野武 / ポール・エイディング
雷電の所属するハイテク特殊部隊FOXHOUNDの司令官。ビッグ・シェル占拠事件の作戦指揮を執る。冷徹とすら言えるほどに冷静沈着な判断を下すが、プレイヤーの行動次第では雷電の奇行にコミカルな返しをしたりローズにセクハラ紛いの言動をすることもある。外見はシャドー・モセス島事件後に軍と縁を切ったはずの元FOXHOUND総司令官ロイ・キャンベルに酷似しており、雷電もキャンベル本人だと認識していた。
ストーリー終盤には言動がおかしくなり、無関係の事柄を長々と語ったり支離滅裂な発言やメタフィクションに走った発言、過去作ネタなどを織り交ぜて雷電を混乱させる。
その正体はアーセナルギアのAI「G.W」が、雷電の脳内のナノマシンを操って生み出した架空の人格。容姿をキャンベルに似せたのは、S3計画実行のため、雷電をスネークと同じ環境に置くためだとされている。言動がおかしくなった理由はエマの作ったコンピュータウイルスが効きはじめたからであった。G.Wが崩壊した後は、G.Wとは別のAI（脚本段階ではJ.F.Kという予備AI）が大佐の幻を見せ、「愛国者達」の代弁者として今回の事件の全貌と目的を説明した。
ピーター・スティルマン
声 - 飯塚昭三 / グレッグ・イーグルス
米海軍爆発物処理学校の元教官にして、ニューヨーク市警察爆弾処理班顧問。世界最高の爆弾処理技術者と誉れ高い人物で、ファットマンの師でもある。ビッグ・シェル占拠事件では最もファットマンを知る人物としてSEAL・チーム10に同行し、ビッグ・シェルに仕掛けられたC4爆弾解体の任に就く。当初はSEAL10ブラボー・チームと共に解体を行う予定でいたが、デッドセルによって全滅したため、潜入していた雷電とSEALS唯一の生き残りを名乗ったスネークに冷却スプレーによる瞬時冷却処理法を教示し、足が不自由な自身はC脚の貯蔵庫に身を隠す。
2004年に爆弾解体中の事故で片足を失ったという逸話から、「義足のピーター」の通り名を持っているが、これは爆弾解体に失敗し、人質を見捨てて逃げ出した後、その件で周囲からの非難、批判をかわすために片足を失ったと嘘をついたのが真相であり、実際には両足ともに健在であった。
当初こそファットマンの教官らしく爆弾の在処をアドバイスしていたが、ビッグ・シェルを沈めるにしては設置場所や爆薬量が不適切であることに疑問を抱き、シェル2・H脚脚底部をプリスキンに調査させたところ、大量のC4爆弾が設置されていたこと、さらにファットマンが振りかける香水や気化ガスも発生しない無臭タイプであると知り、自ら解体すべきと判断。義足は嘘であったことを明かし、H脚脚底部へ降りた。シェル1・A脚脚底部にも同型のC4爆弾があると睨み、雷電を向かわせる一方で処理を試みようとしたが、時限装置の存在に惑わされた上にファットマンによるトラップに嵌ってしまい、最期の瞬間まで雷電を励ましながら爆発で命を落とす。
シェル2中央棟B1でエマを助けに行く際、水没した通路に彼の遺体が残されていた。ファットマンは、スティルマンに勝利した証として、彼のドッグタグを奪っている。
プリスキン（スネーク）が本物のSEALSではないと見ていたが、信用に値する男であると確信しており、むしろ雷電の方を本物の潜入工作員なのか疑問に思っていた。
エマ・エメリッヒ・ダンジガー（E.E.）
声 - 山本麻里安 / ジェニファー・ヘイル
アーセナルギアのA.l.開発スタッフ。オタコン（ハル・エメリッヒ）の義妹（彼の実父であるヒューイの再婚相手の連れ子）。オタコンからは「E.E.（イーイー）」と呼ばれている。ハードウェアに強い兄のオタコンに対し、妹のエマはソフトウェアに強く、ハッキング・クラッキングの力は兄を凌駕する。超多量情報分析の分野を得意とし、幼いながらもビッグ・シェルのコンピュータ技術者に抜擢されていた。暗殺ウイルス「FOXDIE」を模したコンピュータウイルス（ワーム）を所持しており、アーセナルギアの起動を止められるのは彼女だけである。
性格は基本的には臆病で内向的だが芯の強く自分の意思を曲げない部分もある。幼少期は泳ぎは得意だったのだが、義父のヒューイのプールでの事故死に巻き込まれて（実際は事故ではなくエマを道連れにしようとしたヒューイの入水自殺だった）以来、水に対して重度のトラウマを抱えている。この時にオタコンが自身を助けてくれず、その後家を離れたとして彼を憎んでいた。虫が大の苦手で、フナムシの群れに近付こうとすると悲鳴を上げて逃げ出してしまう。
ジョンソン大統領の接触後からエマを救出するまでの間に大佐へ無線連絡すると、彼女の生い立ちの詳細について聞くことができる。プールでの事故によって義父ヒューイが死亡し、義兄ハルが家を出た後、イギリスに帰国。母親はロビンソンという実業家と再婚して3人で生活を送ったが、ハイスクール卒業直前にこの義父から暴行を受けそうになり、両親と決別して単身オックスフォード大学に入学した。人工知能と複雑性理論に関する専門知識取得やGCHQ主催の暗号解読イベントに参加するなどの活動を経た後、クラッカー・グループのリーダー格として、2000年1月24日にNSAにハッキング攻撃を仕掛けてシステムを73時間に渡って機能不全に陥らせる。この事件によって世界中の諜報機関から一目置かれる存在となり、その中で彼女の生い立ちの上で欠かせない義兄ハルとの関係をアメリカ政府が把握。シャドー・モセス事件に関する情報提供とスカウトを受けて、2005年にNSA局員として極秘プロジェクトに参加し、2007年に退局したところまでが判明している。
雷電によってアーセナルギア破壊のために救出されるも、ヴァンプの攻撃によって致命傷を負う。その後オタコンと再会し、自身が作ったウイルスをG.Wに打ち込ませるが、接続が遮断され不完全に終わる。そして死の間際にオタコンに本当は彼を男性として慕っていたこと、技術者になったのも憎しみではなく少しでもオタコンに近づきたかったからであるという本当の想いを打ち明けて死亡した。オタコンは哀しみに泣き崩れながらも、監禁されている人質を重量オーバー承知でヘリに載せなければならなかったために亡骸はそのまま安置され、アーセナルギア起動に伴って自立機能を失ったビッグ・シェルと共に水没した。
電算室のオウムは彼女のペットだがフォーチュンの電磁波兵器を装備しており、銃で撃っても弾は全て逸れ、グレネードも不発になる。

### 敵対者
ソリダス・スネーク（ジョージ・シアーズ）
声 - 大塚明夫 / ジョン・シガン
テロ集団「サンズ・オブ・リバティ」のリーダーで、ビッグ・シェル占拠事件の首謀者。前アメリカ合衆国大統領ジョージ・シアーズの正体であり、ソリッド、リキッドに続く3人目のスネーク。シャドー・モセス事件の真の黒幕でもある。しかし事件後に大統領の座を追われ、愛国者達の手を逃れて地下に潜った末に「サンズ・オブ・リバティ」を組織。愛国者達に反旗を翻すべく今回の事件を起こした。

リボルバー・オセロット
声 - 戸谷公次 / パトリック・ジマーマン
シャドー・モセス事件で暗躍していた元FOXHOUND隊員。事件後はブラックマーケットにメタルギアの情報を流し、世界中にその亜種を拡散させた。今回もマンハッタン沖タンカー沈没事件、ビッグ・シェル占拠事件共に暗躍する。前作でサイボーグ忍者に切断された右腕はリキッド・スネークのものを移植して取り戻している。
リキッド・オセロット
声 - 銀河万丈 / カム・クラーク
移植した腕からリキッドに意識を乗っ取られたオセロット。肉体はオセロットだが、人格はリキッドのそれと化している。

### ゴルルコビッチ隊
セルゲイ・ゴルルコビッチ
声 - 阪脩 / アール・ボーエン
旧ソ連時代のGRUの元大佐で、オセロットの元上官。前作では名前のみ登場し、シャドーモセス島事件の際はリキッドの蜂起に賛同して、メタルギアREXと新型核弾頭を目的に彼らの部隊に合流しようとしていた。
タンカー編の時点では傭兵部隊ゴルルコビッチ隊のリーダー。ロシアの核閉鎖都市であったスネジンスク（旧称：チェリャビンスク70）の出身で、冷戦終結後にスネジンスクがアメリカの企業に買収されたことにより、反米主義的な思考を持つ。祖国ロシアの軍事的再興を夢見ており、アメリカ海兵隊の新型メタルギア「RAY」を奪取すべく偽装タンカーを襲撃する。船倉にてドルフ司令官を拘束するも、オセロットの裏切りにあい、ドルフ海兵隊司令官共々射殺される。
オルガ・ゴルルコビッチ
声 - 寺瀬今日子 / ヴァネッサ・マーシャル
ロシア私兵部隊の一員。ゴルルコビッチ大佐の一人娘だが、部隊の面々も家族同然と思っている。幼い頃より戦場を転々としており、年齢の割に兵士としての経験値は高い。スネークからは「デートに誘うには覚悟がいる」と評されていた。
タンカー編では身重でありながら父の指揮下で行動していたが、ゴルルコビッチ大佐の方は本当は娘が作戦に参加することに反対しており、退避を指示されていた。そこをスネークと遭遇して戦うも、麻酔弾を撃ち込まれて意識を失う。タンカー沈没時にはスネークに助け出され、その後は部隊共々ロシアン・マフィアのもとに身を寄せた。彼らの運営する病院で出産するが、マフィアは「愛国者達」の傘下組織だったため、子供は「愛国者達」に人質にされてしまう。
ビッグ・シェル占拠事件では父に代わって部隊を統率しソリダスに協力するが、ソリダスやオセロットのことは内心全く信用していなかった。しかし、その裏では子供を人質にされ、今回の大規模演習の調整をオセロットに強要されている。本作に登場する上記のサイボーグ忍者の正体は彼女であり、演習の成功が子供を助けることに繋がるため、己の役割に従い、サイボーグ忍者（ミスターX）として事あるごとに雷電を助ける。父を殺した首謀者はスネークだと思い込み、復讐の機会を窺っていたが、エマがオイルフェンスを渡っていた頃にスネークと再戦し、彼の無実と2年前に自分をタンカーから助けたのが彼であったことを知る。
雷電に自らの正体を明かした後、無数のメタルギアRAYとの戦闘で疲弊した雷電のもとへも加勢に現れたが、ソリダスには手も足も出ず、P90で頭を撃たれ落命した。ソリダスに挑む際、実子の命を守るためとはいえ家族同然の部隊の仲間を犠牲にする陰謀に関わった罪悪感から「私は地獄に落ちる」と発言している。
ミスターX
声 - 寺瀬今日子、塩沢兼人（ライブラリ出演） / ヴァネッサ・マーシャル
シャドー・モセス事件のサイボーグ忍者（グレイ・フォックス）に似た、強化外骨格に身を包む謎の人物。情報供給や物資の提供など、様々な場面で雷電をサポートするが真意を明かそうとはしない。その正体は、シャドー・モセス事件の再現の為にオセロットの指示で扮装したオルガ。
声は一部の台詞に塩沢の音声（前作のサイボーグ忍者の台詞）を流用し、それ以外は寺瀬の音声を加工している。

### デッドセル
フォーチュン
声 - 冬馬由美 / モーラ・ゲイル
演習仮想敵部隊「デッドセル」のリーダー。通称「幸運の女神」。撃ち込まれた銃弾は全て逸れ、グレネードも不発になるという驚異的な幸運の持ち主とされてる。本人はこれを、私生活での不幸の上に成り立っている幸運と語っており、自分を殺してくれる敵を求めている。大型の個人携行用レールガンを使い、その威力はビッグシェル内の資材やフォークリフト、連絡橋すら壊すほど強力。
ボス戦では彼女に弾が当たらず絶対に倒せないので、イベントが始まるまで逃げ続けるしかない。
本名はヘレナ・ドルフ・ジャクソン。海兵隊司令官スコット・ドルフの娘。タンカー事件での父の死亡と夫であったジャクソン大佐の逮捕と獄死が原因で母が自殺し、自身もそのショックで体調不良となり、流産した。家族を失った彼女は復讐のために軍に入り、夫ジャクソンが率いていたデッドセルのリーダーに就いた。これまでの不幸は全てタンカー事件の首謀者であるスネークのせいと思い込んでいる。しかしそれも全て、今回の演習においてデッドセルをFOXHOUNDの役に据えるべく仕組まれた作為である。上述の「幸運」も「愛国者達」が開発した電磁波兵器による演出であり、彼女自身は特別な力や秀でた戦闘技能を持たない一般人であったが、デッドセルのメンバーを都合よく操るために復讐に走るべく憎悪を煽られていた。
家族を失った一方で自分だけが死ねない「不幸」を呪い、やがて「誰も自分を殺せないなら自分以外を全て殺す」という狂気に取り憑かれ、アーセナルギアの横取りを画策。核攻撃によって「愛国者達」に靡く大衆の虐殺を目論んでいたが、最後は本性を現したオセロットに真相を告げられる。自分達の不幸が全て仕組まれたものであったと知ってオセロットに銃を向けたが、この時には電磁波兵器を止められており、容赦無く左胸を撃ち抜かれる。しかし、心臓が右にあるという「幸運」から即死せず、さらにはメタルギアRAYの放つミサイルを電磁波兵器無しに全弾逸らすという奇跡を起こして雷電、ソリッド・スネーク、ソリダス・スネークを攻撃から守り、本物の「幸運の女神」となった。その直後に力尽き、「やっと家族の元へ行ける」と呟いて死亡。これにはオセロットすらも驚愕している。
「SNAKE TALES」では、ただ運が良い明るい女性として登場している。
ヴァンプ
声 - 置鮎龍太郎 / フィル・ラマール
デッドセルの隊員。ルーマニア出身のナイフ使い。「水面を走る」「垂直の壁を駆け上がる」などの超人的な身体能力を持ち、さらには体内のナノマシンにより「頭を撃たれても死なない」という不死性まで備えている。自身が持つ驚異的な観察力により筋肉の動きから相手の動きを先読みすることで、銃撃を華麗に避けるなどの芸当もできる。作中ではハリアーⅡも操縦している。
幼い頃に教会で爆弾テロに遭遇、家族を全て失い、自身は教会の十字架が胸に突き刺さったまま瓦礫の下で丸二日間を過ごす。このとき、救出されるまでの間、家族と自分の胸から流れ出た血を舐めて生きながらえ、それ以降、血を啜る癖を持ったことと、バイセクシャルであることから、「Vampire」の略称に加えて「誘惑する」、「妖婦」といった意味を持つ「ヴァンプ (Vamp) 」がコードネームとなった。デッドセルの初代リーダーであるジャクソン大佐と、その妻であり二代目リーダーのフォーチュンに対して並々ならぬ忠誠心を抱いている。彼がビッグ・シェルの占拠に臨んだのも彼らへの畏敬の念と、アメリカに対する純粋な復讐心からである。また、フォーチュンの父親であるスコット・ドルフの愛人だったという噂がある。
1度目の対決ではソリダスと共にハリアーⅡに乗ってスネークとオタコンの乗るカサッカを撃墜しようとするが、雷電にスティンガーミサイルで撃ち落とされる。その後、エマ救出に向かう雷電の前に現れ、アーセナルに搭載された純粋水爆の存在を語りつつ対決し、敗北。1度沈んだら浮かび上がれない生物反応槽に沈むがそれでも生きており、オイルフェンス上でエマに襲い掛かる。雷電の狙撃で海へ転落したものの、エマにも致命傷を与えており、それが彼女の命を奪う結果となった。転落後の消息は本作中では不明であったが生存しており、後にリキッド・オセロットと合流している。
『METAL GEAR SOLID 2 SONS OF LIBERTY THE MAKING』では、ローズマリーの背後にヴァンプの姿が見えることや、設定当初は女性となるはずだったことが明らかにされた。当初、声の担当は塩沢兼人であったが企画段階で死去したために新たに配役とし、塚本晋也で決定。台本まで作ってあったが、都合により出演できなくなり急遽、置鮎に変更された。
ファットマン
声 - 塩屋浩三 / バリー・デネン
デッドセルの隊員。爆発物のスペシャリストで、通称「爆弾王」。「史上最高で最低の男」を自称する。コードネームの「ファットマン」は1945年8月9日、長崎に投下された原子爆弾のコードネームである。
時計職人の息子として生まれ、少年時代は親の仕事場で遊ぶことが多かったために、時計のような機械類に過剰な思い入れを持つ。10歳の時、インターネット上から手に入れたとあるマニュアルから原爆を組み立て、爆弾界では知らぬ者のいない有名人となる。それをきっかけに爆弾制作に没頭し、インディアンヘッド（海軍爆発物処理学校）、核緊急支援隊NESTを経てデッドセルへと入隊する。自身を「アーティスト」と称し、自ら設置した爆弾に愛用の香水を振りかけている。指が女性のように細く綺麗で、さらにそれを常に動かしていないと気が済まない性分の持ち主。拳銃の組み立てと分解、指の手入れを趣味としている。座右の銘は「笑う門には福来たる（Laugh and grow fat）」。彼自身の目的はスティルマンとの対決であり、新型爆弾の機能を見抜けずスティルマンが死亡することで彼の勝利となった。
実はデッドセルの中では唯一今回のテロが最初から演習であることを知っており、彼の役割は雷電が先の演習に進むに足るかどうかをテストする試験官であり、彼自身は上記のスティルマンとの勝負を交換条件に引き受けた。仮にビッグ・シェルが爆破された場合は、その時点で演習終了という予定だった。
ビッグ・シェル占拠事件では同施設に大量のC4爆弾を設置、雷電と対峙した際には防爆スーツに身を包み、ローラーブレードを履いてその巨体に似合わぬ敏捷な動きを披露しつつ、ヘリポートにC4爆弾を仕掛けて回った。ビック・シェル編の実質の最初のボスで、ボス戦ではC4プラスチック爆弾をヘリポートのどこかに仕掛けながらグロック18マシンピストルで攻撃、ローラーブレードで走り回る。また、ファットマンを倒しても起動している爆弾が残っている場合、それを冷凍しない限り勝利したことにならない。『バンドデシネ』では、大量の手榴弾をばら撒く攻撃と鞭のようなもので攻撃する姿も見せている。雷電に倒され、最後に置き土産と称して特大のC4爆弾を残して事切れた。

### 政府関係者
リチャード・エイムズ
声 - 佐藤正治 / ピーター・レナデイ
シークレットサービスとしてジョンソンのビッグ・シェル視察に同行していた人物。ジョンソンらと同様にテロリストの人質となる。DIA（国防総省国防情報局）所属で階級は大佐（シャドーモセス当時は少佐）。大統領の居場所を知る人物として雷電に接触されるも、オセロットが現れて間もなくFOXDIEの作用のような症状で苦しみ、絶命する。
「愛国者達」の存在を認識し、その意図に沿って動いているエージェントの1人で、彼らに逆らうことを選んだジョンソンに対しては「愚かな」と語っている。
シャドーモセス事件の当時から愛国者達の意向で影で暗躍していた人物であり、メリルを人質にキャンベルを脅迫していたのも彼である。事件収束後にジム・ハウスマン国防長官に全責任を被せるために大統領命令という体裁で拘束したのも彼。死因はオセロットがナノマシンでペースメーカーを操作されたことによる心不全であり、シャドー・モセスの状況（救出対象のFOXDIEによる突然死）を再現するためにやった事だった。
前作に登場したナスターシャ・ロマネンコの元夫で、実は事を知りすぎた彼女を殺せとの「愛国者達」からの命令に逆らって彼女を密かに助けた当事者。そのことを「シャドー・モセスの真実」にて記載されたため、ソリッド・スネークは彼が「愛国者達」にまだ属している可能性を否定していたが、実際には所属を続けていた。
ジェームズ・ジョンソン
声 - 藤本譲 / H.リチャード・グリーン
第44代現職アメリカ合衆国大統領。環境保護団体のVIPと共にビッグ・シェルへの視察訪問中にテロリストの蜂起に巻き込まれ人質となる。雷電を最初見たとき、彼の股間に触れて男か女か確かめようとした。
彼の大統領への就任は愛国者達の思惑によるものであり、大統領任期中の政策の数々も愛国者達からの指示によるものである。その権力の強大さを目の当たりにしたことで、畏怖を抱くと同時にその支配構造へ加わることを切望するようになった。そのための取引を計画してサンズ・オブ・リバティの反乱に加わるが、ソリダスたちは支配構造の破壊を望んでいたために決裂する。雷電の登場で、自分が演習の駒であると気づき、雷電に「愛国者達」やシャドー・モセス島事件のことなどを話した後、自分の役割を全うすべく自殺しようと雷電ともみ合っている最中、オセロットに撃たれ致命傷を負ってしまう。死に際に、大統領としての最後の命令として、エマを探し出し、アーセナルギアを止めるよう命令しディスクを渡した後、間も無く事切れた。

### その他
スコット・ドルフ
声 - 郷里大輔 / ケビン・マイケル・リチャードソン
タンカー編に登場する海兵隊司令官。デッドセルのフォーチュンの父親でもある。メタルギアRAYに海兵隊の存在価値をかけている。演説中に休憩を入れて首の運動をさせたり、同じことを繰り返してしまうなど、独特な演説をする。乱入してきたセルゲイ・ゴルルコビッチに拘束された後、セルゲイ共々、オセロットに射殺される。
名前は開発スタッフのスコット・ドルフに由来する。
ジョニー佐々木
声 - 今村直樹 / ディーン・スコフィールド
シャドー・モセス事件を生き延びた元次世代特殊部隊隊員。ゴルルコビッチの私兵部隊と共にビッグ・シェル占拠事件に参加していた。直接姿は見せず音声のみの出演であり、ある状況で指向性マイクを使った場合のみ声が聴ける。

メイ・リン
声 - 桑島法子 / キム・マイ・ゲスト
声のみでの出演。シャドー・モセス島事件後にMIT（マサチューセッツ工科大学）を卒業し、SSCEN（陸軍兵士システムセンター）に勤務。反メタルギア財団・フィランソロピーの活動に賛同し、彼らの支援のため自身が開発した装備品を密かに横流ししている。またオタコンにことわざが書かれたメモを渡し、オタコンはこれを元にしてスネークに無線でことわざ講座を開くが、オタコンは途中でメモを紛失してしまい、ことわざの説明はデタラメだらけになる。タンカー編でのセーブ回数が一定以上に達するとこれに気づいて登場し、オタコンを強く非難する。
バルカン・レイブン
声 - 堀之紀 / ピーター・ルリー
前作で倒されたFOXHOUND隊員。今作ではタンカー編にてフィギュアとして登場。懐中電灯でフィギュアを照らすことで巨大な影を作り、まるでレイブン本人がいるかのように見せられていた。撃つと笑い声と共にBB弾をばら撒き続ける。レイブンの影を見た直後にオタコンにCALLすると驚く2人の姿が見られる。プラント編でも、あるエリアでバルカン・レイブンのフィギュアを見つけることができる。

## 使用された歌曲
- 『Can't Say Goodbye To Yesterday』 / キャリー・ホワイト（英語版）

## 開発
当初は『MGS3』と題して発売される予定だった。その経緯はメイキングソフトである『ザ・ドキュメント・オブ メタルギアソリッド2』に収録されている。
本作においてもスネークが主人公であると思われており、予告ムービー等でもスネークが主人公であるような描写がなされていたが、発売一週間前に雷電の存在が発表された。シリーズの主人公であるソリッド・スネークを操作できるのは、序章に当たる「タンカー編」のみで、本作のメインとなっている「プラント編」での操作キャラクターは雷電のみであるため、彼が実質的な主人公となった。
小島が雷電を主人公に据えた理由として「若い女性を新たにファン層に取り込みたかった」「女性モニターに『おじさんばかりが出てくるゲーム』と言われたから」と語ったインタビューの映像が入った特典DVDが出されたのち、「MGSはそんな軟派なゲームじゃない」とする意見も出たが、小島本人はインタビュー向けの冗談であり、真意は「新兵の目線で、客観的に老兵であるスネークを見せたかった」「歴戦の勇士（＝スネーク）が毎回1からやり直すシチュエーションになるのはおかしいと思ったから、新しい主役を立てようという発想が出てきた」との趣旨を語っている。他にも「サービスを提供してなんぼ」「お客さんにびっくりしてもらおうと思ったから」などの理由も挙げている。これに絡めて『サブスタンス』では、スネークが主人公のサブストーリーの「SNAKE TALES」が用意され、その中で雷電に対する自虐的な内容がある。
雷電に関して新川洋司は『メタルギアソリッド4』の特典映像において「（主役を雷電にしたことに対する批判は）分からなくもないが、MGS4を観れば分かるように、雷電を登場させたことを失敗だったとは全く思っていない」という旨の発言をしている。
本作の終盤には、予定されていたシーンをカットした箇所がある。マンハッタン沖に緊急浮上したアーセナルギアが暴走したところで場面が切り替わってから雷電とソリダスがフェデラルホールの屋根上に落下して対峙するシーンの間に「暴走したアーセナルギアがマンハッタンのビル街に突っ込むシーン」があったが、このシーンがまさに航空機が高層ビルに突っ込んだアメリカ同時多発テロ事件（9・11事件）を連想させるためカットされた。事件発生時、ゲームはほぼ完成し発売を待つのみの段階であったが、この事件の影響を考慮し発売中止も考えられたという。『ザ・ドキュメント・オブ メタルギアソリッド2』では、世界貿易センタービルが存在している開発画面が公開されている。
本作の開発中に、『メタルギアソリッド』『スナッチャー』『ポリスノーツ』といった歴代の小島秀夫監督作品に数多く出演していた声優・塩沢兼人が他界している。これを悼んだ小島は追悼の意味を込めてシナリオの一部を変更し、『メタルギアソリッド』に出演した際の塩沢の声をデジタル編集することで再登場（ライブラリ出演）させた。
本作の限定版付属冊子内イラストは『サンダーバード』やバンダイ模型のプラモデルの箱絵を手がけるイラストレーター小松崎茂がデザインした。小松崎茂にとっての商業イラストはこれが遺作となった。

## 反響
悲劇的なだけでなく、それまでのどのゲームとも異なっており、何百万人ものプレイヤーに衝撃を与えた。最初のポストモダンのゲームと言われ、錯綜するストーリーと不条理なキャラクターによる個人の忠義と真実というテーマは『メタルギアソリッド3』に引き継がれたが、『killer7』のディレクター須田剛一など他のクリエイターにも影響がみられる。ポスト真実の未来を予見したとも言われ、当時Facebookは存在していなかったが、そのニュースフィードのアルゴリズムがもたらすものが描かれていた。明らかになった敵は物理的なロボットなどではなく、デジタル化の進行によるミームの飽和と劣化から人類を守るため世界の情報を検閲・操作するAIである。ビデオゲームの芸術表現の一例としてもよく言及される。
本作のプロモーションで発した、ソリッド・スネークを演じる大塚明夫の「待たせたな！」という台詞は、大塚本人の決め台詞のように扱われることもあり、メタルギアとはまったく関係ない別のアニメのプロモーションで、「待たせたな！」と言っているシーンがある。これはDVD版特典映像として収録され、市販されている。また、その後のメタルギアシリーズでもソリッド・スネークやネイキッド・スネーク（若い頃のビッグボス）によるセルフパロディ、決め台詞的に使われている。
2008年6月、「PlayStation 2で最も売れたステルスゲーム」としてギネス世界記録「GAMER'S EDITION 2008」に認定された。

## メタルギアソリッド2 サブスタンス
2002年12月19日に発売された拡張版。日本語音声から日本語字幕付きの英語音声に変わり、新たな難易度とモードが追加されている。サブスタンスの場合、全ての難易度共通で、日本版と比べて監視カメラの台数が多くなっている。難易度表記は海外版に準拠しており、難易度ごとの強弱・大小の比較は、無印日本版におけるHARDを基準（NORMAL）として表記される。
このほか、赤外線ゴーグルの画像が温度変化に合わせたサーモグラフ状になる、出血表現が増えるなどの変更点がある。しかし、ディスクメディアが8.5ギガバイト(片面2層)のDVDになったため、初期型のPlayStation2では起動失敗されることがある。海外のみで発売された初代Xbox版はゲームプレイ中も含む全編5.1chサラウンド対応である。

### MISSIONS
ステージクリア型のモード。仮想訓練を模した「VR MISSIONS」（全350種類）と、本編のステージを利用した「ALTERNATIVE MISSIONS」（全150種類）がある。
開始時にプレイヤーはいずれかのキャラクターを選択し、キャラクターによってVR訓練の内容が変化する。条件を達成すると使用できるキャラクターが増える。
また、ミッションの多くは制限時間があり、これが過ぎるとミッション失敗になる。
雷電
スニーキングスーツを着た雷電。スネークと同じく最初から出現している。
忍者雷電
『メタルギアソリッド』に登場する「忍者」の姿をした雷電。一定条件を満たすと選択できる。ブレードを標準装備している。
X雷電
一定条件を満たすと選択できる、全裸の雷電。ステージ数は一つのみ。ミッション名がスニーキングからストリーキングと変化し、敵兵に発見されるとパトカーのサイレンが鳴り響いてミッション失敗。
スネーク
スニーキングスーツを着たスネーク。雷電と同じく最初から出現している。
プリスキン
イロコィ・プリスキンの姿と装備をしたスネーク。一定条件を満たすと選択できる。
タキシードスネーク
タキシードを着ているスネーク。一定条件を満たすと選択できる。
スネーク (MGS1)
『メタルギアソリッド』のスニーキングスーツを着ているスネーク。一定条件を満たすと選択できる。
SNEAKING MODE
潜入モード。敵兵に見つかるとミッション失敗。
WEAPON MODE
武器の練習モード。指定された武器でターゲットを破壊する。
FIRST PERSON VIEW MODE
一人称視点でプレーするモード。
VARIETY MODE
様々な特殊な訓練をするモード。前作に続き怪獣ゲノラが登場する他、メカゲノラとゴルルゴンが登場する。
BOMB DISPOSAL MODE
爆弾解体モード。
ELIMINATION MODE
敵兵排除モード。敵兵をすべて倒すとクリア。
HOLD UP MODE
敵兵をすべてホールドアップさせるモード。敵兵に見つかるとミッション失敗。
PHOTOGRAPH MODE
写真撮影モード。指定された写真を撮影する。

### SNAKE TALES（スネーク テイルズ）
スネークが主人公の外伝で、ステージはタンカーやビッグシェルなど本編のものだが、パラレルワールドの設定になっていて物語につながりは無い。デモシーンは用いられず、ストーリーの合間合間に文章パートが入る。キャラクターの言動がコミカルなものに変更されるなど、登場人物の性格設定も一部変更されている。エピソードは5種類あり、それぞれの頭文字を並べると、A,B,C,D,Eのアルファベット順になる。プレイヤーの行動によってシナリオが分岐するポイントがある。難易度は本編のNORMAL準拠（日本版無印におけるHARD）だが、一部を除いてソリトンレーダーが常時OFF、初期装備に麻酔銃がないなど、やや高難易度になっている。
A WRONGDOING（犯罪）
ビッグシェルがファットマン率いるテログループに占拠された。要求は30億ドルと20の要求。スネークはビッグシェルに乗り込み、囚われの身のエイムズとジェニファーに接触し、テロリストの武装解除を目指す。
BIG SHELL EVIL（ビッグシェルの怪物）
ビッグシェルで謎の怪死事件が相次ぎ、オタコンからビッグシェルに勤める妹のエマを連れて来てくれと頼まれる。
CONFIDENTIAL LEGACY（秘密の遺産）
ロイ・キャンベル大佐からの依頼でメリルに接触するため、ゴルルコビッチの私兵隊に占拠されたタンカーに降り立つ。
DEAD MAN WHISPERS（死者は囁く）
スコット・ドルフ率いるSEALs チーム10のビッグシェル演習中にヴァンプが暴走し、仲間たちを殺害し始める。同じくビッグシェルに居たスネークはヴァンプの制圧を図る。
EXTERNAL GAZER（外部からの監視者）
ある日、「ビッグシェルに怪獣ゴルルゴンが現れる」という新聞記事を見たメイ・リンとオタコンは、一攫千金のため無理矢理スネークを調査に向かわせる。分岐点の無い一本道のシナリオである。コメディ要素を含みつつ、平行世界を軸に展開するSF的な内容となっている。

### SKATEBOARDING
ミニゲーム。ビッグシェルを舞台にスケートボードに乗って得点を競い、指定されたミッションをクリアしていく。
コナミが2002年に発売したエボリューション スケートボーディングのエンジンを使用している。

## 移植版

### メタルギア ソリッド HD エディション
2011年11月23日発売のPlayStation 3版およびXbox 360版、2012年6月28日発売のPlayStation Vita版。『メタルギアソリッド2』および『メタルギアソリッド3』の移植版を収録。PS3版にはゲームアーカイブス版メタルギアソリッドの無料ダウンロードコードを同梱。
サブスタンスと同等の仕様で、サブスタンスの追加要素も含め全編が日本語音声となっている。このため、数は少ないが、新録された音声もある。サブスタンスに収録されていた「VR MISSIONS」「ALTERNATIVE MISSIONS」「SNAKE TALES」も収録されている（「SKATEBOARDING」は削除）。クリア後に獲得称号やリザルトが表示されるようになっている。ただし、登場人物の唇動作は英語のままで日本語に合わせたリップシンクが行われていない。
初めてノードにアクセスした際の個人情報を入力する場面では「性別・生年月日の年（西暦）・血液型」の項目が無くなっている。「生年月日の年」の部分は「????」という表示であり、エンディングで映るドッグタグの印字では「XXXX」となる。性別は雷電と同じ「MALE」（男性）で固定。
プラント編でスネークが2年前に撮影した写真を見せるシーンにて、タンカー編で撮影した写真を表示するとゲームの進行が止まるバグが発生した。修正パッチによって当該シーンではタンカー編のプレイの有無に関わらずプリセットされた写真が表示されるようになり、プレイヤーが撮影した写真は表示されなくなった。
本作はドルビーデジタル、リニアPCM、DTSの5.1ch対応である。

### マスターコレクション版
2023年10月24日にリリースの『メタルギア ソリッド:マスターコレクション Vol.1』に、『MGS』『MGS3』と共に収録された。対応機種はNintendo Switch、PlayStation 5、PlayStation 4、Xbox Series X/S、PC。概ねHDエディションと同等の移植だが、一部の操作が各機種に応じてPS2版から変更されている。単品でも発売されている。XSX/S版とPC版はボタン操作に関する台詞は音声もハードに合わせて変更されているが、Switch版はその部分の音声がカットされる。

## 小説版
メタルギア ソリッド2 サンズ オブ リバティ
2011年2月25日に角川文庫より発売。執筆は007シリーズのレイモンド・ベンソン。訳者は富永和子。ISBN 978-4-04-276704-6。
前作・小説版『メタルギア ソリッド』の続編。前作同様、ゲーム本編の内容に忠実なノベライズ作品。
前作同様、英文を日本語に翻訳している都合上、原作よりも台詞回しやキャラの性格が異なっているが、前作小説に比べ、日本語訳がやや原作に近いものになっている。
メタルギア ソリッド サブスタンスII -マンハッタン-
2015年9月24日に角川文庫より発売。著者は野島一人（矢野健二）。ISBN 978-4-04-103229-9。
『メタルギアソリッドV』との連動企画で発行された小説の第2弾であり、『メタルギア ソリッド サブスタンスI -シャドー・モセス-』の続編。
前作同様、マンハッタンに住む一人の少年が語り部であるが、本作において「プラント編」の出来事はリアルタイムに起きている事件として進行する。こちらも基本的に原作に忠実である。

## コラボレーション
ガーコ
人形が登場。
Gackt
CMに登場。ゲーム内では「Gackt」名義のドッグタグを下げている兵士がいる。プラント編序盤の名前入力場面で「Gackt」と入力すると、誕生日がGacktと同じになる。
BEMANIシリーズ
『beatmania 6thMIX+CORE REMIX』（PS用ソフト）にボス戦の曲が「MGS2 mission R」として収録されている。この曲は後に、『beatmania THE FINAL』（アーケード版）・『Dance Dance Revolution FESTIVAL』（PS2用ソフト）にも収録。
EVOLUTION SKATEBOARDING エボリューション スケートボーディング（PS2・GC用ソフト）
スネーク・雷電・敵兵（2パターン）がゲスト出演、ビッグシェルの一部をステージとして収録、本作メインテーマをアレンジしたBGMを収録。『サブスタンス』に収録された「SKATEBOARDING」同様、キャラクターのボードさばきを見ることができる。
ドリームミックスTV ワールドファイターズ（PS2・GC用ソフト）
隠しキャラクターとして、スネークが本作と同様の衣装（MGS2、プリスキン、タキシード、MGS1）で参戦。また、隠しステージとしてビッグシェルの連絡橋で戦う「シェル連絡橋」も登場する。
しいなまお・望月さや
本編でのグラビアポスターの女性。ゲーム中に、しいなのグラビア映像が流れる場面もある。またこれとは別に、サブスタンス・HDエディションの「MISSIONS」モード内「PHOTOGRAPH MODE」では、ゲームの発売当時に活躍したグラビアアイドルのポスターが多数登場している（サブスタンスとHDエディションでは、同じミッションでもポスターの人物が異なる）。
大乱闘スマッシュブラザーズX（Wii用ソフト）
スネークがゲスト出演。プラント編のボス戦BGM『Yell Dead Cell』がシャドーモセス島ステージのBGMに原曲のまま使用されている。